# Philipp II. (Pommern)

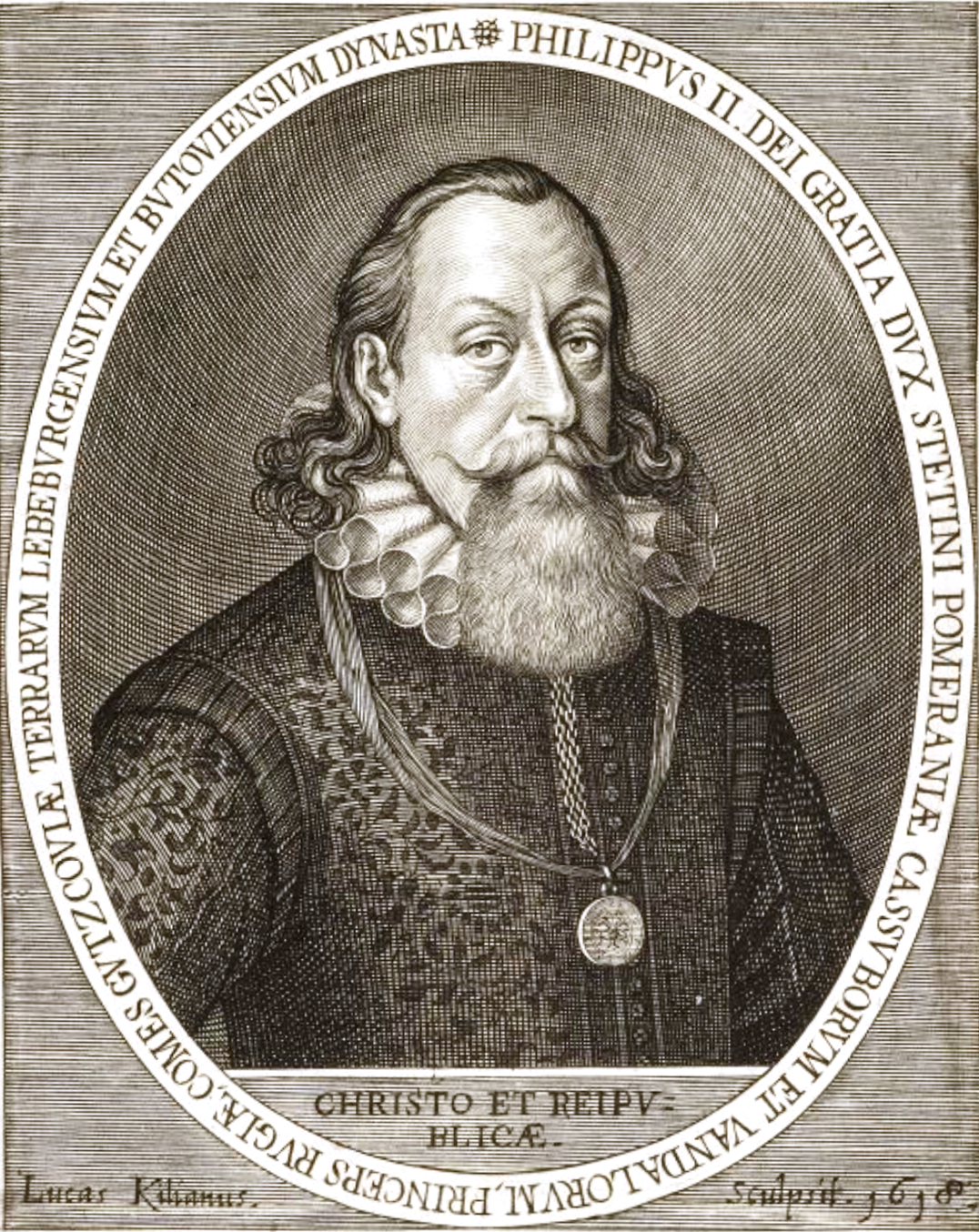
Philipp II. von Pommern-Stettin, Kupferstich von Lucas Kilian, 1618.

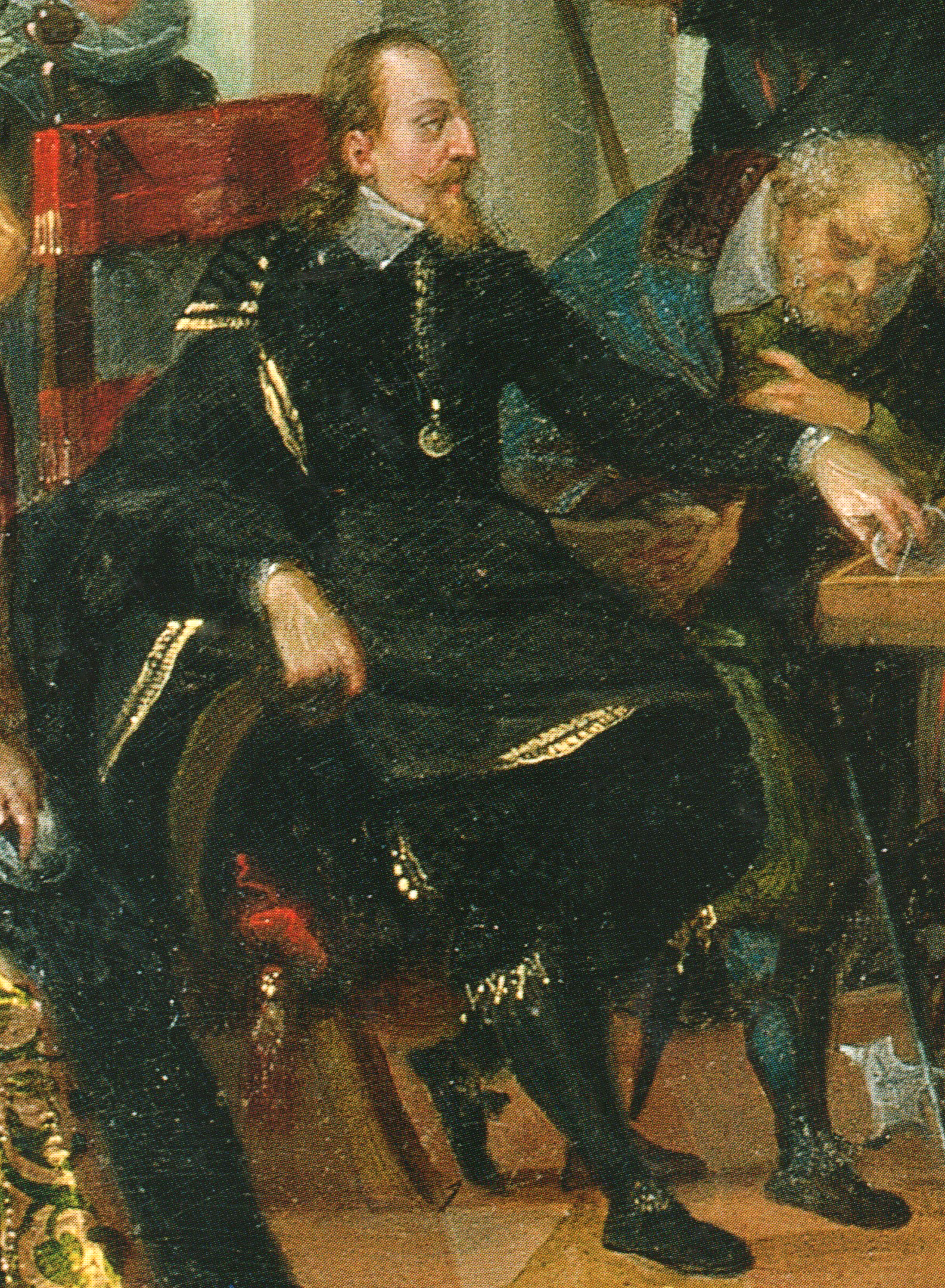
Philipp II., Ausschnitt aus dem Ölgemälde Die Übergabe des Pommerschen Kunstschranks von Anton Mozart, 1617.

Philipp II. (* 29. Juli 1573 in Neuenkamp; † 3. Februar 1618) war von 1606 bis 1618 regierender Herzog von Pommern-Stettin und gilt als der kunstsinnigste unter den pommerschen Herzögen.

## Leben

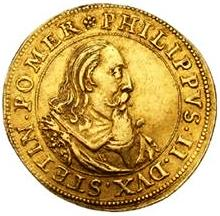
Münze Philipp II. von Pommern, 1620

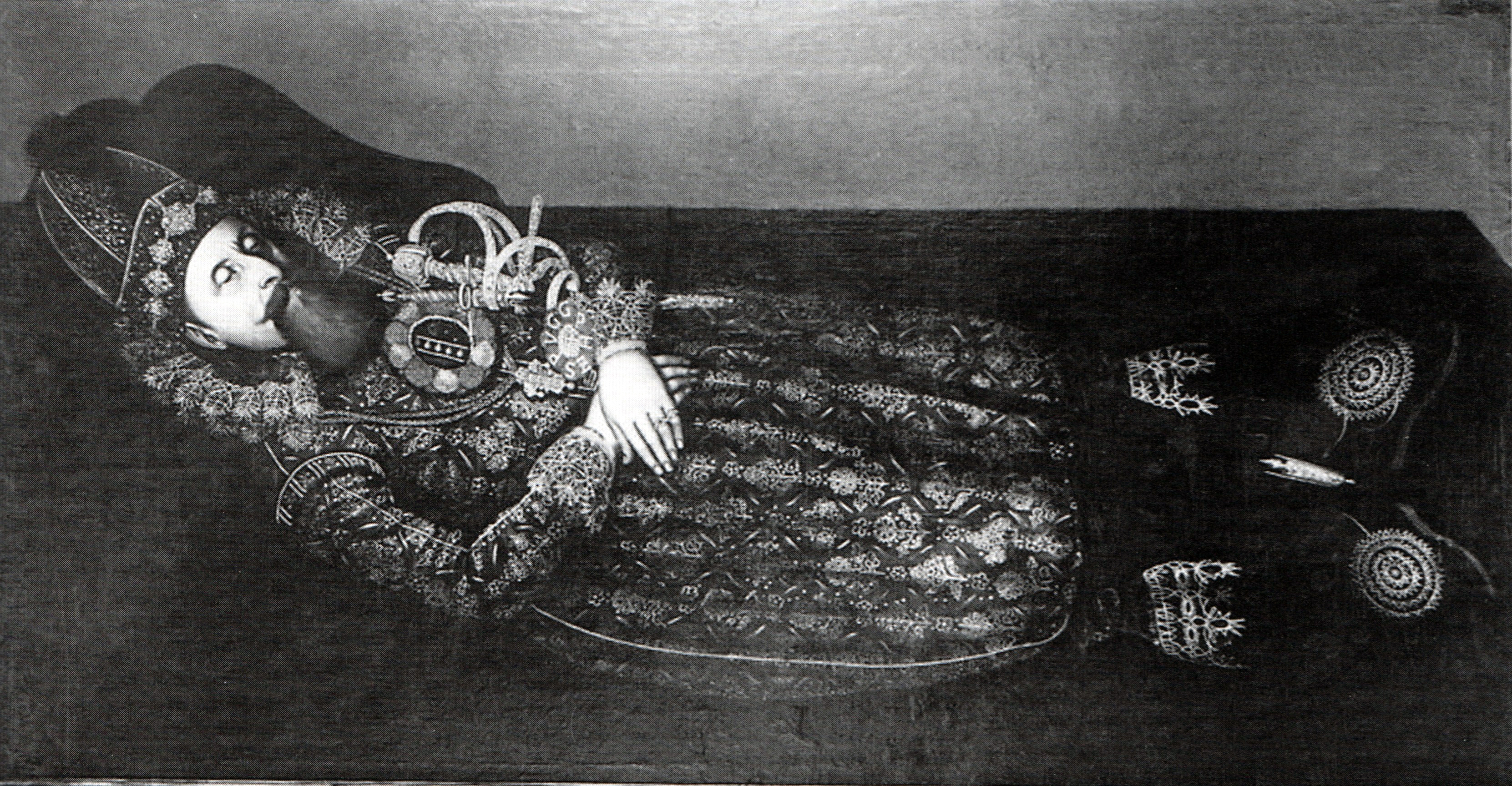
Herzog Philipp II. auf dem Totenbett, 1618

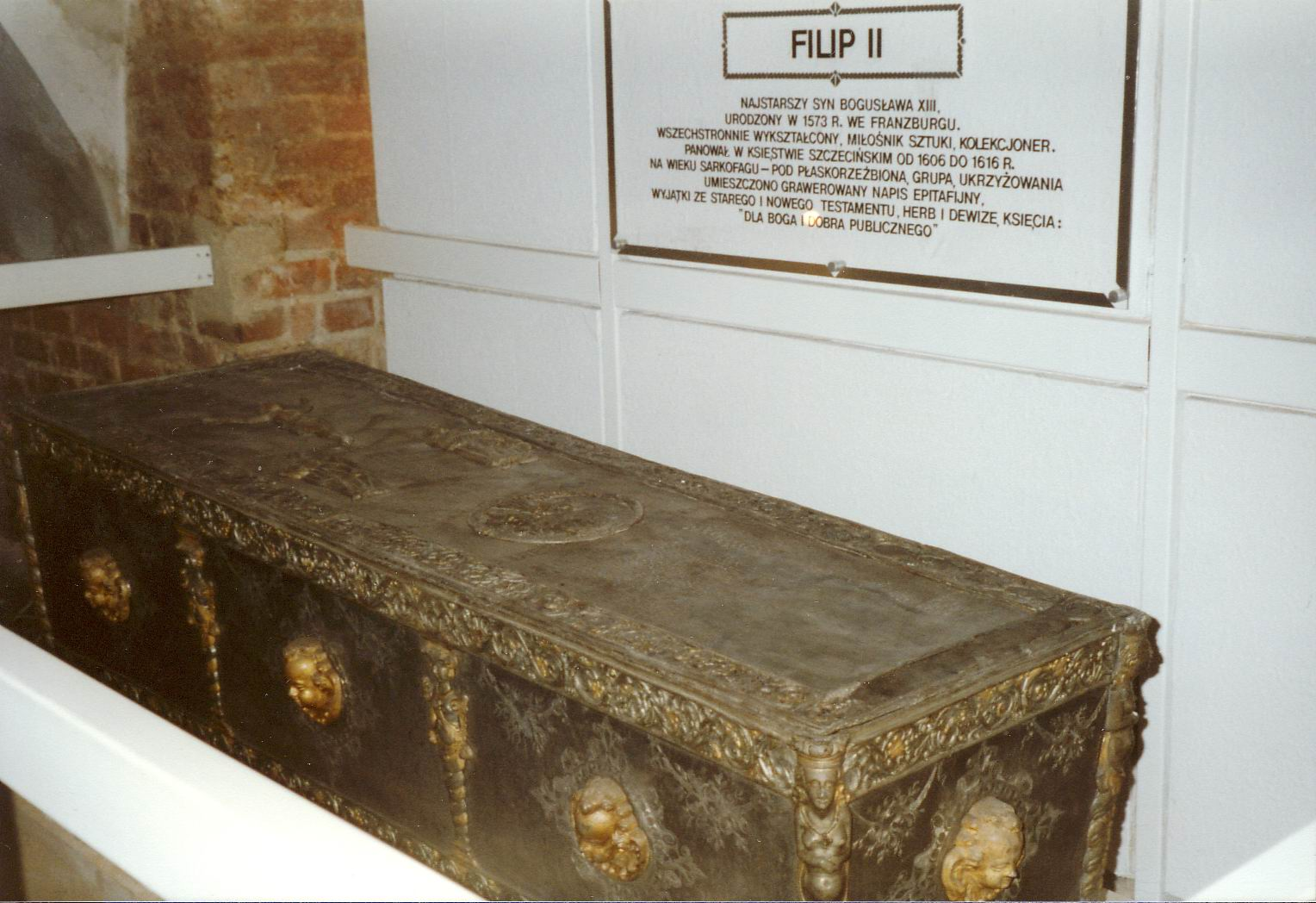
Sarg von Herzog Philipp II.

Am 29. Juli 1573 wurde Philipp in Neuenkamp, dem späteren Franzburg, in Vorpommern als ältester Sohn Herzog Bogislaws XIII. und dessen erster Gemahlin Clara von Braunschweig geboren. Er wuchs in Barth, der kleinen Residenz seines Vaters, auf. Bogislaw hatte, obwohl als zweitgeborener Sohn Herzog Philipps I. dazu berechtigt, bei den Teilungsverhandlungen der pommerschen Herzöge 1569 auf die Regierung im vorpommerschen Teilherzogtum Wolgast zugunsten seines jüngeren Bruders Ernst Ludwig verzichtet. Er erhielt zum Ausgleich das Amt Barth und den Besitz des säkularisierten Zisterzienserklosters Neuenkamp als Apanage.
Philipp genoss als Kind und Jugendlicher die damals übliche Bildung eines deutschen Fürstensohns der Spätrenaissance, doch gingen seine künstlerischen und wissenschaftlichen Interessen bald über das gewöhnliche Maß hinaus. Bereits mit zwölf Jahren besaß er eine eigene Sammlung von Büchern und Bildern. Erste wissenschaftliche Abhandlungen schrieb er mit 17. Die Kunst war für Philipp nicht nur Ausdruck von fürstlicher Repräsentation, sondern ein inneres Bedürfnis. Mit 18 Jahren schrieb er: „Es ist mir ein Vergnügen, hauptsächlich gute, auserlesene Bücher, Bildnisse von Künstlerhand und alte Münzen aller Art zu sammeln. Aus ihnen lerne ich, wie ich mich bessern und zugleich der Allgemeinheit nützen kann.“
Gemäß den Sitten seiner Zeit unternahm er zahlreiche Kavalierstouren, die ihn in viele europäische Länder und die dortigen Fürstenhöfe führten. Den Abschluss bildete ein 1598 wegen der schweren Erkrankung der Mutter vorzeitig beendeter zweijähriger Aufenthalt in Italien. Philipps Erzieher war Martin Marstaller, der ihn auch auf seinen Reisen begleitete.
Fünf Jahre später holten ihn die Regierungsgeschäfte ein. 1603 war sein Vater nach dem Tod Herzog Barnims X. (XII.) regierender Herzog im Teilherzogtum Pommern-Stettin geworden, mag sich aber für die Regierung bereits zu alt gefühlt haben und übertrug deshalb seinem ältesten Sohn Philipp die Statthalterschaft. Nachdem Bogislaw XIII. 1606 gestorben war, übernahm Philipp die Regierung im Stettiner Herzogtum eigenständig. Neben seinem noch näher zu beschreibendem Engagement als Kunstmäzen steht Philipps Regierungszeit aber auch für die Einführung der Bauernordnung in Pommern-Stettin im Jahr 1616, mit der die Leibeigenschaft der untertänigen Landbevölkerung festgeschrieben wurde.
Am 10. März 1607 heiratete er Sophie von Schleswig-Holstein-Sonderburg (* 1579; † 1658 in Treptow an der Rega, ihrem Witwensitz), Tochter Johann III., Herzog von Schleswig-Holstein-Sonderburg und seiner ersten Gattin Elisabeth. Die Ehe blieb allerdings, wie alle anderen der letzten Generation der pommerschen Herzöge, kinderlos, wodurch nach dem Tod von Philipps Bruder Bogislaw XIV. als dem letzten männlichen Angehörigen des Greifenhauses dieses im Jahre 1637 erlosch.
Schon früh machte sich bei Philipp ein Hang zur Melancholie bemerkbar, der wohl durch seine kränkliche Konstitution noch verstärkt wurde. Gichtanfälle seit dem ersten Jahrzehnt des 17. Jahrhunderts machten ihm das Leben immer schwerer und er zog sich mehr und mehr aus dem öffentlichen Leben zurück. Weder bei der Hochzeit seines Bruders Franz mit Sophie von Sachsen in Dresden 1610 noch bei der Belehnung durch Kaiser Matthias auf dem Regensburger Reichstag 1613 konnte er persönlich erscheinen. Auch der Besuch des 1612 bei Lüneburg neu entdeckten Gesundbrunnens brachte keine Linderung. Am 3. Februar 1618 starb er mit 44 Jahren. Nachfolger wurde sein Bruder Franz.

## Kunstförderung
In die Jahre zwischen 1606 und 1618 datieren die bedeutendsten von Philipp in Auftrag gegebenen Kunstwerke. Hierzu zählen das Epitaph am Grabmal seines Vorfahren, des Herzogs Barnim VI., in der Kirche von Kenz bei Barth, das so genannte Visierungsbuch mit zahlreichen Porträts von Angehörigen des pommerschen Herzogshauses, eine Gemäldegalerie, die große Lubinsche Landkarte vom Herzogtum Pommern, der sogenannte Meierhof und als Glanzpunkt natürlich der im Zweiten Weltkrieg in Berlin verbrannte pommersche Kunstschrank, von dessen Ausstattung einzelne Objekte erhalten sind, die sich heute im Berliner Kunstgewerbemuseum befinden. Für die Beschaffung und Vermittlung vieler dieser Kunstwerke zeichnete der Augsburger Patrizier und Kunsthändler Philipp Hainhofer verantwortlich. Mit ihm führte Herzog Philipp eine ausgedehnte Korrespondenz.
Hainhofer verdanken wir durch sein Tagebuch auch eine ausführliche Beschreibung der Kunstsammlungen im Stettiner Schloss, die er bei seinem Besuch in Pommern 1617 angefertigt hatte. Viele Kunstwerke waren noch in Auftrag bzw. noch nicht ausgeliefert, als der Herzog starb. Sein Bruder und Nachfolger in der Regierung, Herzog Franz, zeigte offenbar wenig Neigung, die künstlerischen Ambitionen seines verstorbenen Bruders in gleichem Maße fortzuführen. Er ließ nur noch die unumgänglichen Aufträge ausführen, ansonsten ging mit Philipps Tod 1618 die bedeutendste Ära der „Kunst am Hof der pommerschen Herzöge“ zu Ende. Die meisten Kunstwerke wurden in dem von Philipp noch in Auftrag gegebenen und unter seinem Nachfolger Franz fertiggestellten neuen Flügel des Stettiner Schlosses an der Westseite zum Münzhof hin untergebracht.